# 阿歷斯·施華
阿歷斯·山度·達施華（Alex Sandro da Silva，1985年3月10日—）是一名巴西足球運動員，擔任中堅，現時效力德甲球會漢堡。
阿歷斯·施華是賓菲加中堅路易松的弟弟。
由于膝盖严重受伤，阿歷斯·施華於2009/10年赛季没有代表汉堡参加过正式比赛，於2010年1月24日租借返回聖保羅，為期長達1年半。

## 外部連結
- （葡萄牙文） globoesporte.globo.com
- （葡萄牙文） saopaulofc.net （页面存档备份，存于）
- （葡萄牙文） CBF （页面存档备份，存于）
- （英文） sambafoot